# Kent County (Delaware)

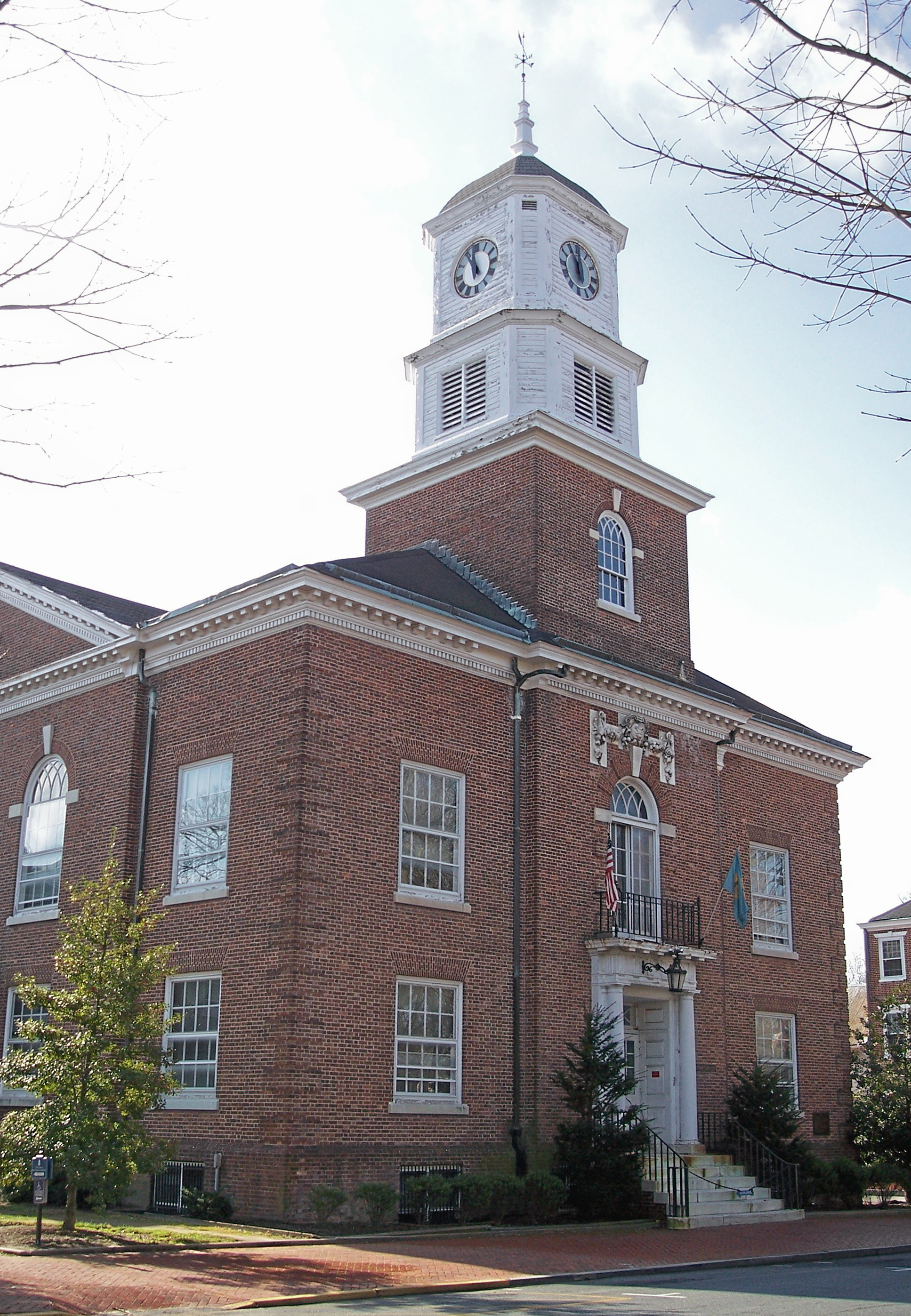
Kent County Courthouse, Dover

Kent County is een van de drie county's van Delaware. De county is gelegen in het midden van Delaware en grenst in het oosten aan de Delaware Bay.
De county heeft een landoppervlakte van 1.527 km² en telt 126.697 inwoners (volkstelling 2000). De hoofdstad is Dover, dat ook de hoofdstad van Delaware is.

## Bevolkingsontwikkeling

### Steden
- Dover
- Harrington
- Milford (een deel van Milford behoort tot Sussex County)

### Dorpen
- Bowers
- Camden
- Cheswold
- Clayton (een deel van Clayton behoort tot New Castle County)
- Dover Air Force Base ("Dover Base Housing")
- Farmington
- Felton
- Frederica
- Hartly
- Houston
- Kenton
- Leipsic
- Little Creek
- Magnolia
- Smyrna (een deel van Smyrna behoort tot New Castle County)
- Viola
- Woodside
- Wyoming

### Andere plaatsen
- Highland Acres
- Kent Acres
- Marydel
- Rising Sun-Lebanon
- Riverview
- Rodney Village
- Woodside East